# Bithynia zeta
Bithynia zeta е вид охлюв от семейство Bithyniidae. Видът е застрашен от изчезване.

## Разпространение и местообитание
Разпространен е в Албания и Черна гора.
Обитава крайбрежията на сладководни басейни.